# غوستافو نونيز
غوستافو نونيز (بالإسبانية: Gustavo Núñez)‏ هو موسيقي هولندي وأوروغواياني، ولد في 15 فبراير 1965 في مونتفيدو في الأوروغواي.

## وصلات خارجية
- غوستافو نونيز على موقع ميوزك برينز (الإنجليزية)
- غوستافو نونيز على موقع أول ميوزيك (الإنجليزية)
- غوستافو نونيز على موقع ديسكوغز (الإنجليزية)